# Takamimusubi
Takamimusubi (高御産巣日神, littéralement « Créateur Suprême ») est un dieu de l'agriculture dans la mythologie japonaise, qui fut le deuxième des premiers êtres à venir à l'existence
On suppose que Takamimusubi était à l'origine la divinité tutélaire de la famille impériale japonaise. Selon le Kojiki, Takamimusubi était un hitorigami.

## Mythologie

Tableau illustrant les kami apparus lors de la création du Ciel et de la Terre selon la mythologie japonaise.

Selon le Kojiki, lorsque le ciel et la terre furent créés, Ame-no-Minakanushi fut le premier à apparaître dans Takamagahara, Takamimusubi le deuxième et Kamimusubi le troisième.
Un mythe raconte qu'un oiseau nommé Nakime a été envoyé sur terre pour surveiller Ame no Wakahiko (en). Amewakahiko a tiré sur l'oiseau avec son arc. La flèche a transpercé l’oiseau, mais la flèche a volé jusqu’au ciel. Takamimusubi a vu la flèche et l'a renvoyée sur la terre où elle a touché Amewakahiko alors qu'il était allongé sur son lit, le tuant.

## Famille
Il est le père de plusieurs dieux dont Takuhata Chijihime no Mikoto (ja) (栲幡千千姫), Omoikane, Futodama (en) (dans certaines versions Takamimusubi est plutôt le grand-père de Futodama)  et certaines versions Ame-no-oshihomimi. Selon Nihon Shoki, il est le père de Sukunabikona,.
Selon Shinsen Shōjiroku, il est le grand-père de Tamanooya-no-Mikoto (en).
Dans une version du Nihon Shoki, Mihotsuhime (三穂津姫) est la fille de Takamimusubi.
Il est le grand-père de Ninigi-no-Mikoto, qui descendit d'abord d'Ashihara no Nakatsukuni en tant que membre de la famille impériale et était un petit-fils d'Amaterasu, selon le Nihon Shoki[réf. nécessaire].

## Culte
Izumo-taisha, l'un des plus anciens sanctuaires shinto, est dédié à Takamimusubi. Le sanctuaire Towatari a été transformé en sanctuaire shinto au XIXe siècle et abrite désormais plusieurs divinités créatrices shinto importantes, dont Takamimusubi.
Hasshinden était autrefois un temple qui le consacrait.